# 판돌포 3세 말라테스타

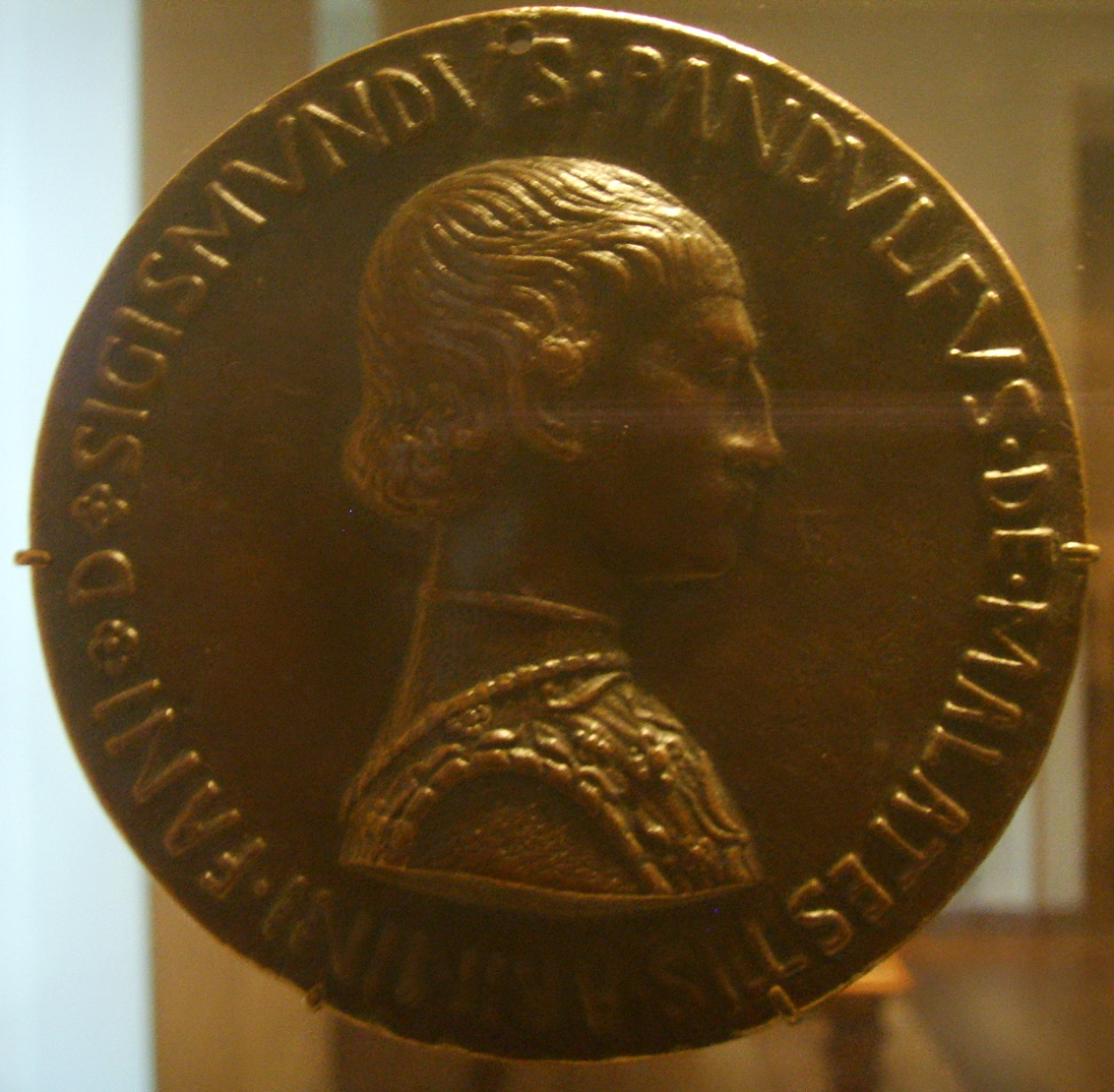
판돌포 말라테스타의 훈장 (앞면), 워싱턴 D.C. 내셔널 갤러리 피사넬로 작품

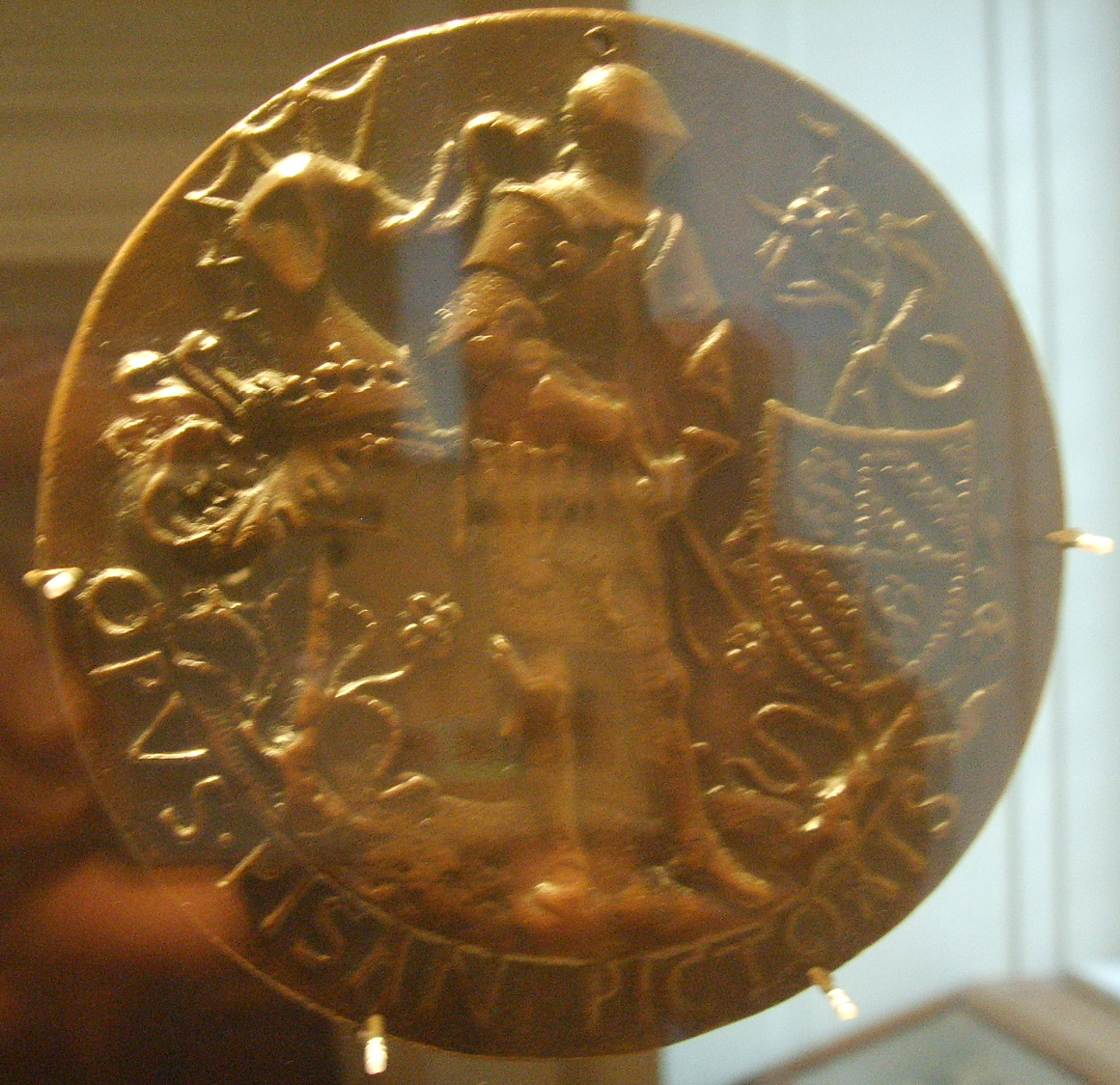
판돌포 말라테스타의 훈장 (뒷면), 워싱턴 D.C. 내셔널 갤러리 피사넬로 작품

판돌포 3세 말라테스타(이탈리아어: Pandolfo III Malatesta, c. 1369년 – 1427년 10월 3일)는 이탈리아의 콘도티에로이자 말라테스타 가문의 유명한 인물 중 한 명인 파노의 군주이다.

## 생애
판돌포 3세는 갈레오토 1세 말라테스타의 차남으로 태어났다. 나중에 아버지가 사망한 후, 말라테스타 가문의 영지는 분할되었고, 그는 파노를 받은 반면 그의 형제들인 카를로와 안드레아, 갈레오토 노벨로는 리미니, 체세나, 체르비아를 받았다. 갈레오토의 아들들은 자코모 알레그레티와 프란체스코 필레포 같은 인문주의자들에게 교육을 받았다.
판돌포 3세는 18살때 토스카나를 황폐화 시키던 마스나디에리(masnadieri, 도적때)들을 이끄는 콘도티에로로서의 경력을 시작하였다. 1388년 그는 파도바의 카라레시 가문과 싸우던 베네치아와의 계약을 맺기도 하였다. 1393년 그는 포를리의 오르델라피 가문을 상대로 그의 형제 안드레아와 함께 싸우기도 했지만, 그의 획득한 영지인 토디와 나르니는 교황령의 인근 지역이여서, 교황 보니파시오 9세가 그에게 파문을 불러일으키기도 하였다. 나중에 사면을 받고, 그는 만토바의 프란체스코 1세 곤차가를 지원하며, 밀라노의 비스콘티 가문을 상대로 동맹군에 참여해 싸웠다.
그는 성지에 십자군으로 참여하였다가, 1402년에 돌아왔다. 잔 갈레아초 비스콘티에게 그의 형제 안드레아와 함께 고용된 후, 볼로냐를 상대로 카살레키오 전투에서 승리를 거뒀고, 이후 볼로냐의 총독으로 임명되었다. 잔 갈레아초가 사망한 후, 그는 미망인 카테리나의 고문으로 활동했다. 그는 이 위치와 이탈리아 도시 국가들의 콘도티에로라는 위치를 통해서, 그의 작은 영지를 확장했고 이웃 국가들과 도시들(1403년에는 트레초와 코모, 1404년에는 브레시아를 약탈해서 비스콘티 가문에 200,000 두카트를 받았고, 1407년에는 베르가모를 약탈했다.
1413년에 그는 베네치아 육군의 카피타노 제네랄레(capitano generale, 총사령관)가 되어, 헝가리의 지기스문트와 싸웠다. 우디네에서 승리를 거두고 베네치아는 그를 크레타 공작으로 추대하였으나, 그가 거절하였다. 하지만 그의 롬바르디아 영지는 신임 밀라노 공작 필리포 마리아 비스콘티의 콘도티에로인 프란체스코 부소네에게 공격받았다. 판돌포는 베르가모 브레시아를 1421년에 잃었다. 1차 롬바르디아 전쟁이 발발하는 동안인 1424년에 말라테스타 형제들의 지휘를 받는 피렌체 군대(10,000명의 기병과 3,000명의 보병)는 차고나라 전투에서 처절한 패배를 겪었다. 카를로는 포로로 잡혔고 판돌포 3세는 얼마 안남은 병사들과 함께 체세나로 도주했다. 그는 이후에 이몰라, 파엔차를 비스콘티 가문에게 잃었고, 교황 마르티노 5세의 중재 덕에 파노를 유지할 수 있었다.
다음 해에 말라테스타는 인본주의 학문을 그의 도시에 꾸미는데 쏟았다.
판돌포 3세 말라테스타는 1427년 파노에서 사망했다. 그의 무덤은 15세기의 가장 거출한 콘도티에로 중 한 명인 그의 사생아 시지스몬도 말라테스타가 지었다. 그의 또다른 아들 도메니코 말라테스타는 1429년부터 1456년까지 체세나의 군주로 군림했다.

## 같이 보기
- 콘도티에로
- 말라테스타 가문
- 롬바르디아 전쟁

## 자료
- Rendina, Claudio (1994). 《I capitani di ventura》. 로마: Newton Compton.